# Ground Crew Project
Het Ground Crew Project is een ufo-religie, gevestigd in Californië en Hawaï, die zich later opsplitste in de Ground Crew en de Planetary Activation Organisation. Het project werd in de jaren '80 opgericht in Californië door Sheldan Nidle, die er in 1996 online over begon te plaatsen.

## Omschrijving
Volgens het Ground Crew Project staat de Aarde aan het begin van een kosmische transformatie die te verwachten was toen de Aarde in de jaren '90 de passage maakte door de hoge energie-eigenschappen van een 'fotongordel'. Het doel van de religie is de mensheid voor te bereiden op grootschalig, eerste contact tussen de Aarde en de Galactische Federatie, wat een buitenaardse organisatie zou zijn die zou helpen bij de veronderstelde transformatie. Leden van de groep worden voorbereid om sleutelrollen te spelen als tussenpersonen tussen de geclaimde buitenaardse wezens en de bevolking van de Aarde.
Na mislukte voorspellingen wordt nu aangenomen dat het contact "zo snel mogelijk" zal plaatsvinden en dat het grondpersoneel vooraf actief zal helpen bij de "opvoeding" van de mensheid.

## Gebeurtenissen
Het verhaal stelde dat tijdens de intrede van de Aarde in de fotongordel en uiterlijk op 17 december 1996, een massale landing van 15 miljoen sterrenschepen van de Galactische Federatie de bewustwording van de mensheid zou voltooien met behulp van hun geavanceerde technologie. Hierdoor zou tegen 2012 een paradijs van sociologische en ecologische evolutie, een galactische en goddelijke samenleving, worden bereikt.
Er werd beweerd dat de landing honderden geavanceerde rassen zou vertegenwoordigen, waaronder Pleiadiërs, Sirianen, Cassopeanen en Arcturianen, die over de hele wereld zouden verspreiden om de menselijke bevolking te ontmoeten en tevreden te stellen. "We worden bijgestaan door de hele Schepping, de Spirituele Hiërarchie, Engelenrijken, de Galactische Federatie van Licht, Opgestegen Meesters en onze ruimtebroeders en -zusters." Alle aardse wapens zouden eerst worden geneutraliseerd en vervolgens naar de schepen worden gestraald, en alle mechanische apparaten zouden worden uitgeschakeld. De wereldregering zou worden overgenomen door de Spirituele Hiërarchie en alle communicatiesystemen zouden worden vervangen door hun geavanceerde technologieën. Aantrekkelijke verslagen van de aardse transformatie omvatten het gebruik van telepathie, vervoer door de lucht in plaats van auto's en speciale fotonenenergiegeneratoren voor huishoudelijke apparaten.